# Фаранг

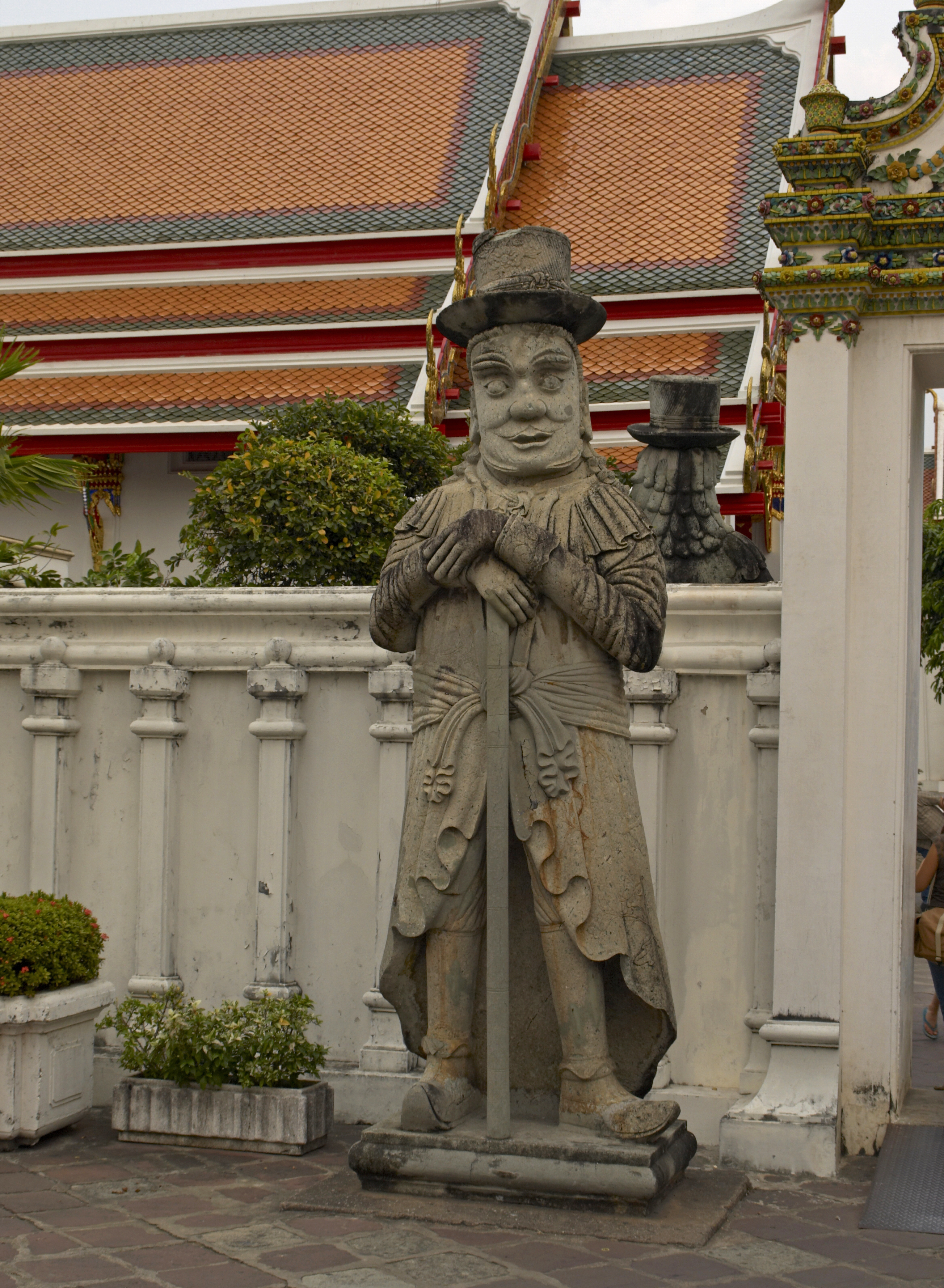
Статуя фаранга в Ват-Пхо, Бангкок

Фаранг (тайск. ฝรั่ง farang, лаос. falang) — слово, используемое в ряде азиатских стран и Эфиопии для обозначения европейцев. 
Слово фаранг прочно вошло в обиход среди туристов и европеоидного населения, постоянно проживающего в Таиланде. 
В кхмерском языке есть родственное слово «баранг» (barang), имеющее то же значение. 
Во время Вьетнамской войны использовалось слово «чёрный фаранг» для обозначения американских негров.
Ранее это слово со средневековья использовалось в мусульманских странах для обозначения европейцев — причём европейцы считают, что, по-видимому, оно произошло от французского Frank и английского foreigner. Точное значение слова farang до сих пор не установлено. Иранский интеллектуал Шадман в 1930-х годах называл Фарангом совокупность всех достигших успехов в культуре и экономике стран с преимущественно христианским населением из представителей европеоидной расы (Западный мир). Но иранская энциклопедия считает, что родственное слово faranj — изначально базилик — происходит не от «Frank», а от иранского и среднеперсидского palang — леопард (за пятнистые листья так называли базилик). Но есть также версия, что слово «фаранг» произошло от слова варяг. Франгистаном персы называли только католическую часть Европы. Но Рашид-ад-дин считал, что слово фаранг — арабское, от afranj. 
Арабским словом afranj, как и турецким firengi, на Востоке издавна называли всех западноевропейцев — происхождение этих слов может быть и от Frank, и от персидского faranj. 
В Эфиопии faranj означает европейцев или представителей европеоидной расы. Возможно, что именно ввиду торговли Эфиопии с Южной Индией, это слово в языке малаялам произносится paranki (പറങ്കി), в тамильском — parangiar, и уже из южноиндийских языков проникло в кхмерский язык как barang. 
Тайское фаранг могло произойти от кхмерского barang. Но ввиду того, что в кхмерском языке нет звука f, кхмерское слово могло произойти от тайского «фаранг». 
В малайском языке для обозначения белых используется ferenggi, а слово barang означает «вещь». 
Из Юго-Восточной Азии слово проникло в китайский язык как folangji (佛郎機), и означало не только португальцев, но и их мушкеты. 
Сипаи, вторгавшиеся в Бирму и Таиланд, называли так своих белых офицеров и европейцев вообще, и от них слово могли заимствовать и жители Юго-Восточной Азии. 
По другой версии, в прошлом некоторые королевства Юго-Восточной Азии пользовались услугами воинов-наёмников — как правило, это были французы («кхон фарангсет») и португальцы. Позже наёмников стали именовать фарангами, отбросив суффикс «сет» для краткости. Впоследствии всех, приезжавших в Сиам, начали называть фарангами — то есть теми, кто имел европейские черты лица. Слово прижилось и стало практически официальным словом для обозначения иностранцев европейской наружности, и, хотя оно не несёт негативного оттенка, некоторым иностранцам оно не нравится. Например, англичане могут обидеться, когда их называют фарангами, поскольку они ассоциируют это слово с характеристикой их как французов.